# Brigida d'Irlanda
Santa Brigida d'Irlanda o Brigida di Kildare (Faughart, 451 – Kildare, 1º febbraio 525) è stata una religiosa e badessa irlandese ed è considerata, dopo san Patrizio, l'evangelizzatrice del suo paese; è venerata come santa da tutte le Chiese che ammettono il culto dei santi.

## Introduzione
Santa Brigida d'Irlanda non è da confondere con l'omonima celebre santa svedese, ovvero Brigida di Svezia. Santa Brigida d'Irlanda visse invece alcuni secoli prima e appartiene a quel genere di personaggi, indubbiamente esistiti storicamente, ma la cui fama è stata tramandata grazie a narrazioni leggendarie e simboliche, piuttosto che grazie ad accurate biografie.
Ancora oggi è considerata la seconda patrona dell'Irlanda assieme al vescovo san Patrizio: i due probabilmente non si conobbero mai, ma è molto probabile che san Patrizio, con l'esempio della sua vita, abbia avuto una influenza decisiva rispetto alla vocazione monacale di Brigida. Di fatto ella rappresenta una delle più significative testimonianze della spiritualità che scaturì dalla conversione al cristianesimo delle popolazioni celtiche che abitavano l'Irlanda. Assieme alle sante Samthann, Íta e Moninne, è una delle sole quattro sante irlandesi di cui esista un'agiografia.

## Agiografia
Il primo testo biografico conosciuto è quello di Cogitosus, un monaco di Kildare, che scrisse Vita Brigidae attorno al 650, ma in seguito comparvero altre agiografie, di cui una scritta da san Donato di Fiesole, uno scrittore e missionario irlandese che nel IX secolo fondò una chiesa intitolata a santa Brigida a Piacenza.
Secondo la tradizione, Brigida nacque vicino a Dundalk, nella contea di Louth, in Irlanda intorno al 451. I suoi genitori erano Dubhthach, un capo pagano di Leinster, e Brocca, una schiava cristiana pitta, che era stata battezzata da san Patrizio. 
Alcuni storici pensano che la madre di Brigida fosse nativa del Portogallo e che fosse stata rapita da pirati irlandesi per poi essere portata in Irlanda come schiava, così come era accaduto allo stesso san Patrizio.
Santa Brigida si convertì al Cristianesimo nel 468, ispirata dalla predicazione di san Patrizio, all'età di soli 6 anni. Malgrado l'opposizione di suo padre, decise di intraprendere una vita religiosa. Numerosi episodi testimoniano la sua fede: aveva un cuore generoso e non rifiutò mai l'elemosina ad un povero che andasse a bussare alla porta di casa. La sua carità faceva arrabbiare suo padre: egli pensava che fosse eccessivamente generosa con i poveri ed i bisognosi quando dava loro latte, burro e farina. Quando infine donò la spada cerimoniale del padre ad un lebbroso, Dubhtnach si rese conto che la figlia forse era più adatta a diventare monaca.
Brigida riuscì quindi ad esaudire il desiderio di essere mandata in un convento, ricevette il velo dal vescovo San Mel e prese i voti per dedicare la sua vita a Cristo.
Fondò diversi conventi: il primo è stato quello di Clara, nella contea di Offaly, ma sicuramente il più importante è stato l'Abbazia di Kildare, fondata nel 470, che era un monastero femminile e maschile, di cui divenne badessa.
Era infatti cosa abbastanza comune nella Chiesa celtica che una donna in qualità di superiora governasse entrambi i rami di un monastero doppio.
Secondo una leggenda, dopo essere diventata Brigida badessa, l'ormai anziano vescovo Denni, mentre la stava benedicendo, lesse per errore il rito di ordinazione a vescovo e come ogni sacramento questo non può essere annullato, in virtù della sua efficacia ex opere operato. 
Brigida e tutte le badesse che le successero a Kildare hanno avuto un'autorità amministrativa pari a quella di un vescovo fino al Sinodo di Kells del 1152.
L'abbazia di Kildare divenne uno dei monasteri più prestigiosi d'Irlanda e divenne famoso in tutta l'Europa cristiana. Nello scriptorium del monastero, ad esempio, venne trovato il Libro di Kells e lì rimase.
Brigida morì a Kildare intorno al 525 e fu sepolta in una tomba davanti all'altare maggiore della chiesa della sua abbazia. Qualche tempo dopo i suoi resti vennero riesumati e portati a Downpatrick per riposare insieme agli altri due santi patroni d'Irlanda, san Patrizio e san Columba di Iona. Il suo cranio è stato portato a Igreja de Sao Joao Baptista (Lumiar) a Lisbona, in Portogallo, da tre nobili irlandesi.
C'è una forte devozione in Irlanda, dove è conosciuta come la "Maria dei Gaelici": il suo culto è stato portato in Europa dai missionari irlandesi, come Foillan, nei secoli dopo la sua morte.

## Significato del nome Brigida
Il nome Brigida è tipicamente celtico e precisamente significa “persona eccelsa, splendida, meravigliosa”. 
Santa Brigida ricevette lo stesso nome di una delle più potenti divinità pagane: la Dea Brigida infatti era la dea del fuoco, le cui manifestazioni erano il canto, l'arte e la poesia, che gli irlandesi consideravano la fiamma della conoscenza.

## Festa di Santa Brigida (Imbolc)
Data della sua festa fu da sempre il 1º febbraio, giorno in cui è ancora oggi ricordata anche dalla Chiesa Cattolica, che nel delineare un brevissimo profilo della santa riporta i pochissimi dati certi sulla sua vita: badessa e fondatrice di uno dei primi monasteri irlandesi, nonché prosecutrice dell'opera di evangelizzazione intrapresa da San Patrizio.

## Leggende e culti

### Leggenda sull'origine della madre
Brigida trascorse la sua infanzia e probabilmente tutta la sua vita in una società profondamente impregnata di cultura celtica, che stava trapassando al senso religioso cristiano. Alcune leggende legate alla sua storia la fanno addirittura figlia di una donna che “era al servizio di un druido”, di un sacerdote cioè che amministrava l'antica religione dei celti. Non è neppure da escludere che costui, come altri druidi sia diventato sacerdote cristiano e abbia cercato di creare, come sovente accadde in quel secolo, un sistema monastico basato sui misteri druidici tradizionali.

### Culto della Fontana di santa Brigida
Alcuni autori, in particolare John Sharkey, studioso dell'antica religione celtica, hanno insistito molto su una presunta stretta connessione di Brigida con il mondo cultuale-religioso arcaico celtico. Soprattutto si è cercato di riconoscere un preciso legame tra la Brigida cristiana e la dea madre Brigid della religione celtica, giocando forse ai limiti del lecito sulla loro omonimia, si è infine voluto identificare le due Brigide. 
Analizzando il culto legato alla cosiddetta Fontana di Santa Brigida (St. Brigid's Well) a Liscannor (Lios Ceannúir) nella contea di Clare, Sharkey testualmente scrive nel suo libro “I misteri celtici, l'antica religione”: “Molte fontane e sorgenti sono sacre da tempo immemorabile. Nonostante le trasformazioni degli oggetti di devozione e dei riti, l'atto di invocare la sorgente della vita non è mai stato dimenticato. Questa fontana un tempo era sacra alla dea madre Brigida che guariva con la potenza del fuoco e dell'acqua. Nel cristianesimo la dea si trasformò in santa Brigida, patrona del focolare, della casa e delle fontane sacre.” Questa fontana, che è un tipico esempio dei pozzi sacri irlandesi la cui tradizione risale ai culti celtici, è meta di un pellegrinaggio l'ultima domenica di luglio. A sostegno di questa sua reinterpretazione antropologica della figura della santa, Sharkey ricorda alcuni episodi tratti da leggende popolari irlandesi, secondo i quali si narra che ella sia stata bruciata all'alba del 1º febbraio nel corso della festa di Imbolc, un episodio questo che ricorda un antico rituale celtico. Così la nuova Brigida diventa la santa patrona del focolare, della casa, delle fontane e delle guarigioni.

### Nei Media
Santa Brigida è presente nel film Netflix del 2024 "Irish Whish" come realizzatrice del desiderio della protagonista.

## Miracoli e orazioni

### Il miracolo della birra
Le furono attribuiti alcuni miracoli che, proprio come nel caso di Gesù, costituivano in larga misura risposte ai bisogni dell'uomo, come quando, simulando l'episodio delle nozze di Cana, nel Meath “spillò birra da un solo barile per diciotto chiese, in quantità tale che bastò dal Giovedì Santo alla fine del tempo pasquale”, come ricorda il Breviario di Aberdeen.

### Orazione del miracolo della birra
Al miracolo della birra, sopra descritto, si rifà la “preghiera di Brigida”:
“Vorrei un lago di birra per il Re dei Re.
Vorrei che la famiglia celeste fosse qui a berne per l'eternità […].
Vorrei che ci fosse allegria nel berne.
Vorrei anche Gesù qui.”

## Tradizioni irlandesi
In Irlanda ancora oggi resiste la consuetudine di porre un lumino sulle finestre delle case e numerosi sono i pellegrinaggi ai luoghi legati alla memoria della Santa.
La devozione nutrita nei suoi confronti dai numerosi pellegrini irlandesi che nel Medioevo percorrevano l'Europa contribuì alla diffusione del suo culto in nuove zone, soprattutto della Francia. Essi erano soliti ripetere un'invocazione in gaelico irlandese: “Santa Brigida, custodiscici nel nostro viaggio”.

## La diffusione del culto di Santa Brigida d'Irlanda in Europa

### Origini e diffusione del culto di santa Brigida d'Irlanda
Il culto della Santa irlandese, fu introdotto in Europa continentale dai monaci missionari iro-scoti.

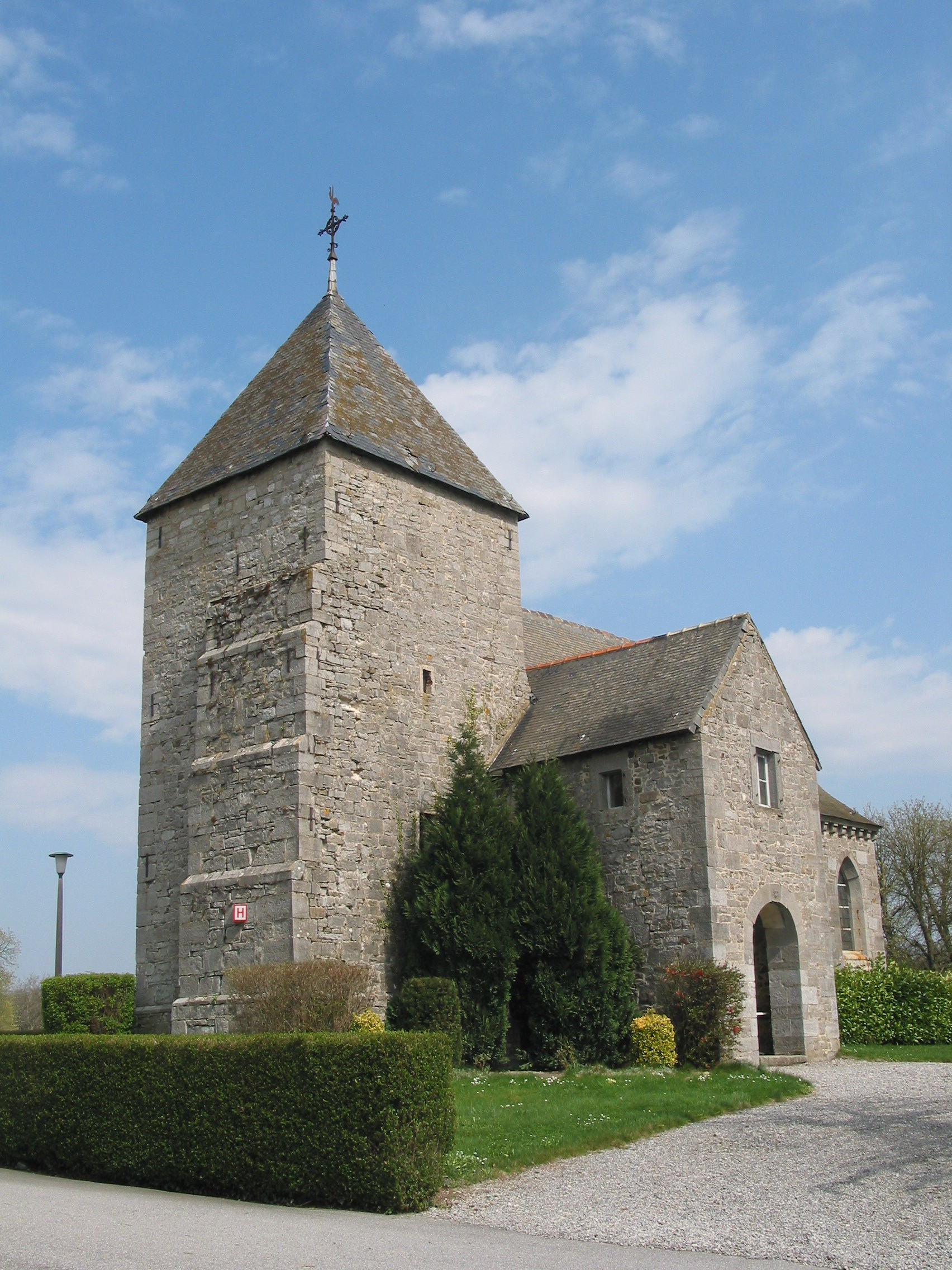
Cappella di santa Brigida a Fosses-la-Ville

In Belgio c'è una cappella (del VII-X secolo) a lei dedicata a Fosses-La-Ville.

#### La diffusione del culto di santa Brigida d'Irlanda in Italia

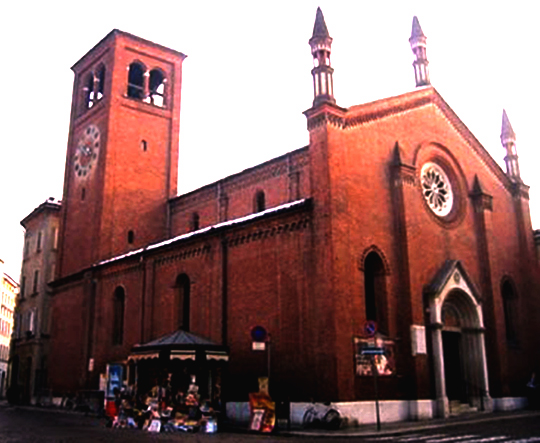
Chiesa di Santa Brigida a Piacenza

Il culto di santa Brigida si diffuse in Italia in periodo tardo, mentre in Piacenza, alta Valle Brembana e in Valsassina il culto risulta già diffuso prima del 1000. 
In località Santa Brigida, Valle Brembana, nel Bergamasco si trova la Chiesa matrice di santa Brigida d'Irlanda ora Beata Vergine Addolorata, risalente alla prima metà dell'anno 1000, infatti sembra essere stata fondata sui resti di un precedente luogo sacro probabilmente di origine celtica precristiana. Si tratta di una strana chiesa che ha subito nel corso dei secoli numerosi ampliamenti e rifacimenti e che sostanzialmente partendo da un antico nucleo alto-medievale è stata allungata verso oriente più che raddoppiando le sue dimensioni e cambiando leggermente, ma consistentemente, anche la sua orientazione.
Anche nel caso dell'alta Valle Brembana si rileva che la diffusione del culto di santa Brigida, sembra essere stato introdotto da alcuni monaci celtici giunti prima del X secolo periodo durante il quale sembra essere presente nell'area adiacente alla chiesa uno xenodochio cioè un luogo di ricovero che doveva ospitare monaci e pellegrini. 
Il culto di santa Brigida era diffuso in Valsassina e in Valle Averara tra i carcerati condannati al lavoro forzato nelle miniere delle valli da cui i Romani e successivamente i Longobardi e i Franchi ricavavano il ferro e in Valle Averara, anche l'oro.

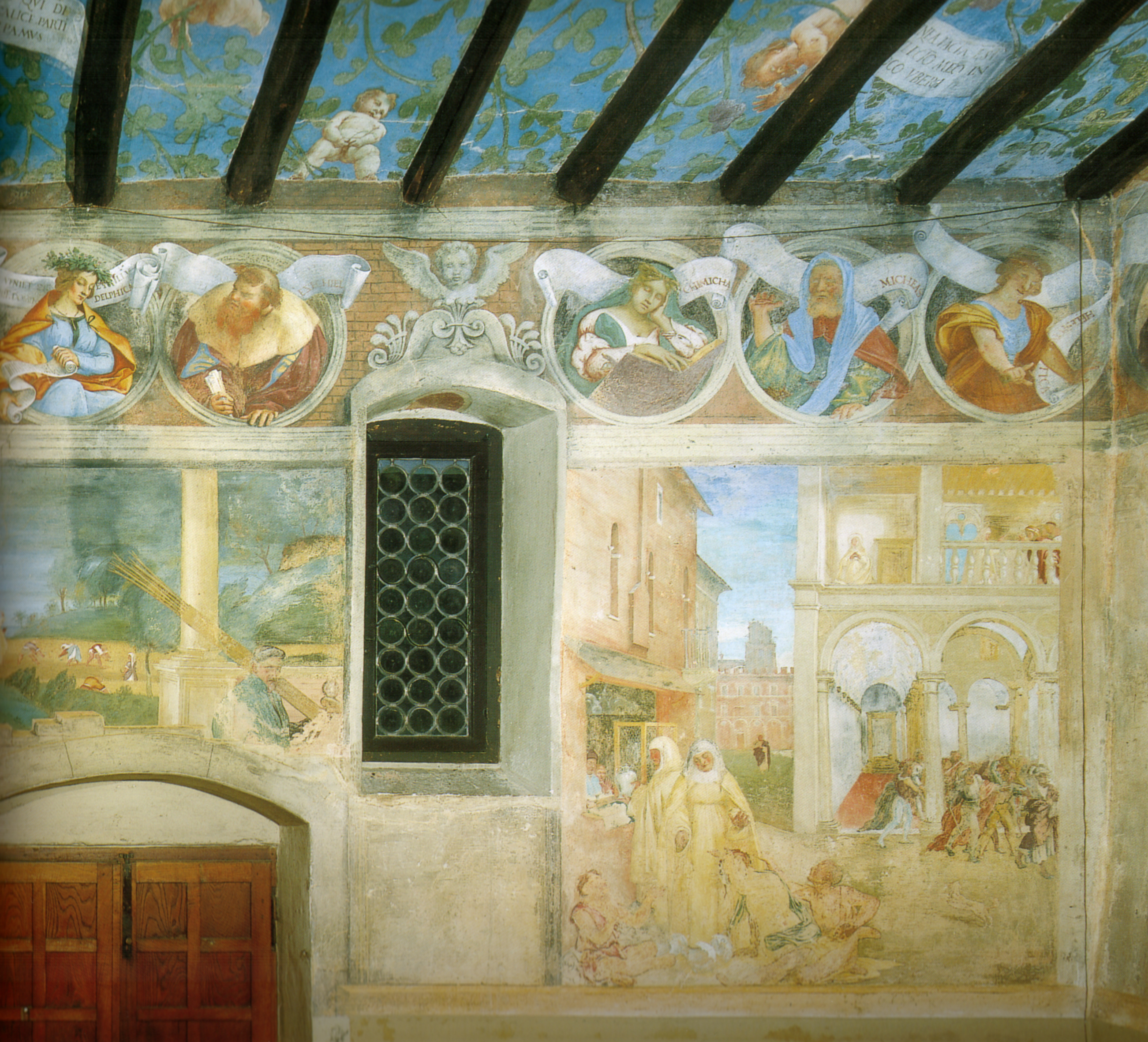
Affreschi raffiguranti "Le storie di santa Brigida" nella cappella Suardi

Degna di nota anche la cappella Suardi, un oratorio, situato a Trescore Balneario. La cappella, dedicata alle sante Barbara e Brigida, si trova nella villa dei conti Suardi e venne affrescata nel 1524 da Lorenzo Lotto su commissione di Giovan Battista e Maffeo Suardi.

##### Edifici di culto nel comasco
Nelle regioni comasche, santa Brigida ha goduto fin dall'alto medioevo di un intenso culto, di cui del resto sono testimonianza le chiese e gli altari eretti in suo onore. Nell'area cittadina si può ricordare la chiesa di Ponzate, eretta nel 1400 e consacrata dal vescovo Mugiasca nel 1779. In Como, nella Chiesa di santo Stefano, che sorgeva sul lato destro della cattedrale e che fu distrutta nel XIX secolo, c'era un altare dedicato alla Santa meta della devozione popolare. La venerazione per la Santa irlandese giunse a Camerlata avendo come intermediari monaci benedettini italiani e qui si concentrò ben presto l'espressione più solenne dell'attaccamento a Brigida dei comaschi, che le edificarono una piccola chiesa.

##### Edifici di culto in altre parti d'Italia
Edifici di culto dedicati a santa Brigida sono presenti anche in altre parti d'Italia, soprattutto in quella settentrionale. In Piemonte si trova la cappella di santa Brigida, a Piasco in provincia di Cuneo, mentre nella provincia di Trento vanno menzionate la Chiesa di santa Brigida nel paese di Santa Brigida, frazione di Roncegno Terme e la Chiesa di santa Brigida, a Romagnano, località del capoluogo Trento. Infine in Toscana si ha la Chiesa di santa Brigida a Pontassieve, in provincia di Firenze.

## Croce di Santa Brigida d'Irlanda

Croce di San Brigida

La leggenda narra che un capo pagano locale, o forse suo padre stesso, sul letto di morte era delirante e i suoi parenti cristiani chiamarono Brigida perché provasse a convertirlo. Brigida gli si sedette accanto e cominciò a consolarlo, prese quindi dal pavimento dei giunchi e incominciò ad incrociarli per formare una croce, il moribondo quindi le chiese che cosa stesse facendo e mentre Brigida lo spiegava, quello cominciò a calmarsi e ad interrogarla con maggiore interesse: quando poi Brigida ebbe finito di intrecciare la croce, l'uomo si convertì e le chiese di essere battezzato.